# زاوية ابن عراق
تقع زاوية ابن عراق في مدخل سوق الطويلة من جهة باب إدريس، وسط بيروت، لبنان. وتعتبر آخر مبنى مازال قائماً من عصر المماليك في بيروت، بناها الشيخ الصوفي محمد بن علي بن عبد الرحمن الشهير بابن عرّاق الدمشقي سنة 923 هـ/1517 م عند زيارته الثالثة لساحل بيروت. وكانت في بداية الأمر عبارة عن تكية ثم تحولت إلى مدرسة خاصة وزاوية حتى آواخر الحكم العثماني.

## مؤسسها
ولد ابن عراق في دمشق سنة 878 هـ/1472 م وكان من أبناء المماليك الجراكسة، قرأ القرآن الكريم وختمه تجويداً واشتغل بالحساب وجوّد الخط وأخذ علم الرماية في دمشق ثم توجه إلى بيروت، حيث انقطع إلى العلم وبنى بها دارأً ورباطاً للفقراء مكان الزاوية الحالية ثم ارتحل سنة 933هـ/ 1526م إلى الأراضي المقدسة للحج وتوفي في مكة في نفس السنة.

## المبنى
كل ما تبقى من الزاوية حالياً عبارة عن مبنى صغير تعلوه قُبة، ترجع إلى العصر المملوكي وقد بناها ابن عراق الدمشقي في 1517 كما بني منزلاً وتكية للفقراء (رباط) في بيروت. وذُكرّ أن ابن عراق اختار هذا الموقع ليكون بالقرب من المنزل السابق للإمام عبد الرحمن الأوزاعي (من القرن الثامن). الذي اشتهر بالسماحة والعدل في جميع أنحاء العالم الإسلامي. وبعد وفاة ابن عراق في مكة عام 1526. ظل منزله قائماً كمدرسة خاصة (مدرسة فقه) وزاوية لأتباعه. وكانت أقواس المبنى القائم حالياً مفتوحة على غرف وفناءات أخرى. وللحفاظ على المبنى، وُضعت دعامة من الصلب لحماية هيكله أثناء أعمال البناء.

## تسلسل زمني
- 1472: ميلاد ابن عراق الدمشقي.
- 1517: ابن عراق يبني منزلاً وتكية في بيروت.
- 1526: وفاة ابن عراق في مكة.